# Филоксен Маббугский

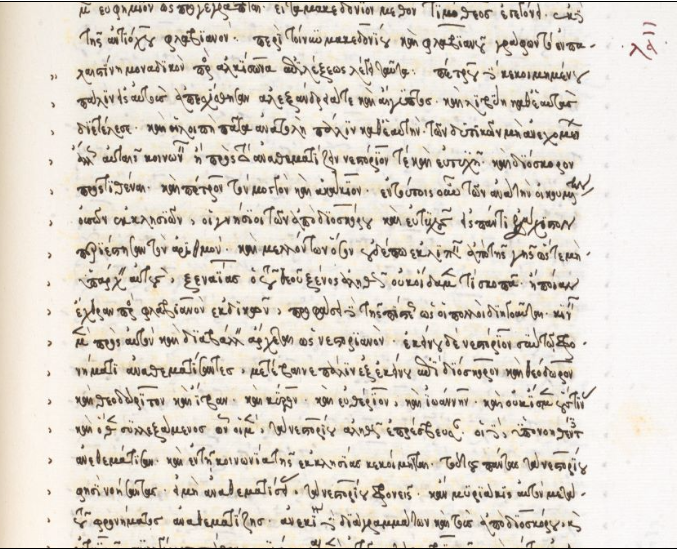
«Ἐπιστολὴ τῶν Παλαιστινῶν μοναχῶν πρὸς Ἀλκίσωνα περὶ Ξεναίου καὶ ἑτέρων τινῶν». — «Послание Палестинских монахов к Алкисону касательно Ксенайя и некоторых других». Евагрий Схоластик. «Церковная история». Книга 3. 31. Рукопись 1524 года. Британская библиотека.

Фило́ксен Маббу́гский (Маббо́гский) (сир. ܐܟܣܢܝܐ ܡܒܘܓܝܐ, Aksenāyâ Mabûḡāyâ) или Фило́ксен Иерапо́льский (греч. Φιλόξενος Ἱεραπόλεως) (ум. 523 году) — один из крупнейших, наряду с Севиром Антиохийским и Иаковом Серугским, богословов-монофизитов начала VI века. Является одним из самых почитаемых святых яковитской церкви.

## Биография
Дата рождения будущего епископа Маббугского не известна, как и местоположение его родного города, Тахала, который, по имеющимся сведениям, был центром епископальной провинции Киркука. Его имя при рождении было Иосиф, однако впоследствии он был известен по своему прозвищу, Аксено́йо (греч. Ξεναΐας — Ксена́й), что в переводе с сирийского означало «гостеприимный», или его греческой версии при рукоположении — «Φιλόξενος», кальки с сирийского. Своё образование Филоксен получил в богословской школе Эдессы. Вскоре он стал приверженцем идей Кирилла Александрийского и противником Халкидонского собора. После того, как Калландион был изгнан со своего поста антиохийского патриарха монофизитом Петром Сукновалом, Филоксен стал в 485 году епископом Маббугским. Феофан Исповедник пишет об этом событии в своей «Хронографии» следующим образом: 
Далее, Ксенай, сатанинский слуга, учил не покланяться образу Господа и других святых. Родом он был Перс, по определению же судьбы раб, бежавший от своего господина и при Каландионе отвращавший от веры окрестные Антиохийские селения; будучи сам не крещен, назывался, однако, церковником. Каландион прогнал его, но Петр Белильщик посвятил его в Иеропольские епископы, переименовав в Филоксена. Потом узнавши, что он не крещен, сказал: «Вместо крещения довольно с него и рукоположения».
 Начиная с 498 года, он находился в споре с халкидонитским патриархом Флавианом II.
Филоксен дважды посещал Константинополь. В первый раз, весной или летом 484 года, он был тепло принят двумя ещё живыми к тому моменту авторами Энотикона — императором Зеноном и патриархом Акакием. В следующий раз он прибыл в столицу по приглашению императора Анастасия в 507 году с целью публичного осуждения учение о двух природах. В 512 году при его участии Флавиан был смещён и заменён Севиром. С восшествием на престол Юстина I в 518 году религиозная политика Византийской империи изменилась, и все епископские назначения после принятия Энотикона были аннулированы, а многие видные монофизитские деятели, и Филоксен в их числе, были отправлены в ссылку. В 519 году он был отправлен в Филиппополь Фракийский, а затем в Гангры, где и умер в 523 году.

## Труды и память
Литературное наследие Филоксена достаточно обширно. К основным его произведениям относятся сборник из 13 гомилий и полемическое сочинение «Мемре (беседы) против Хабиба». По указанию Филоксена, с целью исправления значительного числа ошибок, хорепископ Поликарп осуществил сирийский перевод Библии, получивший название «Филоксеновой Библии».
На пятом заседании Второго Никейского собора Димитрий диакон и скевофилакс прочитал перед участниками отрывок из «Церковной истории» Феодора Чтеца; Стефан, диакон и нотарий зачитал отрывок из «Церковной истории» Иоанна Диакриномена, из которых следовало, что Пётр Кнафей рукоположил некрещеного Филоксена в епископы, заявив, что для восполнения божественного крещения довлеет ему рукоположение епископа; Филоксен был иконоборцем: запрещал изображать Святого Духа в виде голубя, уничтожал изображения ангелов, иконы Спасителя скрывал в недоступные места. После чего Патриарх Константинопольский Тарасий сказал: «Послушаем, священные мужи, какие люди не принимали честных икон: непринимавшие крещения, манихействовавшие, утверждавшие, что домостроительство Христово призрачно. Из смрадного учения их получили толчок вводители этой нападающей на христианство ереси». Савва игумен Студийского монастыря, сказал: «Благодарим Бога и доброе произволение благих владык наших за то, что лжестражи лжесобора потерпели поражение вместе с согласными с ними в мыслях еретиками». Святой собор сказал: «анафема им».